# Hobson (Durham)
Hobson – wieś w Anglii, w hrabstwie Durham. Leży 17 km na północny zachód od miasta Durham i 391 km na północ od Londynu.